# Makaracetus
Makaracetus — вимерлий протоцетидний ранній кит, залишки якого були знайдені в 2004 році в лютеційних шарах формації Доманда в хребті Сулейман в Белуджистані, Пакистан.

## Етимологія
Макара — міфічний морський монстр з головою слона з індуїстської міфології, лат. cetus — «кит». Видовий епітет, bidens, з грецького перекладається як «два зуби», що стосується збереження лише двох різців у кожній передщелепній кістці. 

## Опис
Макарацет унікальний серед археоцетів за своїми пристосуваннями до харчування — м'язистий хоботок, схожий на тапіра і гіпертрофовані м'язи обличчя. Унікальні риси Макарацета навіть призводять до того, що Гінгеріх та ін. 2005 р., щоб запропонувати нову класифікацію Protocidae на основі ступеня їхньої адаптації до життя у воді лише з Makarcetus у підродині Makaracetinae.
Жоден живий ссавець не має такої комбінації характеристик. Адже зубний ряд Макарацета чітко вказує на те, що він був м'ясоїдним. Перш ніж можна буде адекватно описати Макарацета, необхідно знайти більш повні скам'янілості.